# Хронология истории Нагорного Карабаха
Это хронология истории Нагорного Карабаха, представляющая территориальный контроль в трёх столбцах:
- Владение
Высший уровень власти.
- Территория
Государственная или административная единица, к которой принадлежит Нагорный Карабах/ Арцах.
- Арцах/Нагорный Карабах
Геополитическое образование в собственно Арцахе (Нагорный Карабах).

| Албанский (Кавказский) Арабский Армянский Грузинский Иранский Монгольский Римский Русский Тюркский Другое | | | |
| Дата начала                                                                                               | Владение | Территория | Арцах / Нагорный Карабах |
| 592 г. до н.э.                                                                                            | Иран (Мидийцы) | Иран (Мидийцы) | Неизвестно (Уртехини?) |
| 549 г. до н.э.                                                                                            | Иран (Держава Ахеменидов) | Иран (Держава Ахеменидов) | Неизвестно (Уртехини?) |
| 321 г. до н.э.                                                                                            | Великая Армения (Ервандиды) | Великая Армения (Ервандиды) | Неизвестно (Уртехини?) |
| 200 г. до н.э.                                                                                            | Великая Армения (Арташесиды) | Великая Армения (Арташесиды) | Провинция Арцах |
| 53 г. до н.э.                                                                                             | Иран (Парфянское царство) | Великая Армения (Арташесиды) | Провинция Арцах |
| 36 г. до н.э.                                                                                             | Римская империя | Великая Армения (Арташесиды) | Провинция Арцах |
| 35 г. до н.э.                                                                                             | Великая Армения (Арташесиды) | Великая Армения (Арташесиды) | Провинция Арцах |
| 33 г. до н.э.                                                                                             | Римская империя | Великая Армения (Арташесиды) | Провинция Арцах |
| 36 г. | Иран (Парфянское царство) | Великая Армения (Арташесиды) | Провинция Арцах |
| 47 г. | Римская империя | Великая Армения (Арташесиды) | Провинция Арцах |
| 51 г. | Римская империя | Иберия (Фарнавазиды) | Провинция Арцах |
| 58 г. | Римская империя | Великая Армения (Аршакуни) | Провинция Арцах |
| 62 г. | Иран (Парфянское царство) | Великая Армения (Аршакуни) | Провинция Арцах |
| 63 г. | Римская империя | Великая Армения (Аршакуни) | Провинция Арцах |
| 64 г. | Иран (Парфянское царство) | Великая Армения (Аршакуни) | Провинция Арцах |
| 114 г. | Римская империя | Провинция Армения | Провинция Арцах |
| 118 г. | Великая Армения (Аршакуни) | Великая Армения (Аршакуни) | Провинция Арцах |
| 252 г. | Иран (Государство Сасанидов) | Великая Армения (Аршакуни) | Провинция Арцах |
| 287 г. | Римская империя | Великая Армения (Аршакуни) | Провинция Арцах |
| 363 г. | Иран (Государство Сасанидов) | Албанское марзпанство (Михраниды) | Провинция Арцах |
| 376 г. | Великая Армения (Аршакуни) | Великая Армения (Аршакуни) | Провинция Арцах |
| 387 г. | Иран (Государство Сасанидов) | Албанское марзпанство (Михраниды) | Албанское марзпанство (Михраниды) |
| 654 г. | Арабский халифат | Арминия II — Албанское марзпанство (Михраниды), Армянский эмират | Арминия II — Албанское марзпанство (Михраниды), Армянский эмират |
| 850 г. | Королевство Арцах | Королевство Арцах | Королевство Арцах |
| 884 г. | Армянское царство (Багратиды) | Армянское царство (Багратиды) | Королевство Арцах |
| 1045 г.                                                                                                   | Королевство Арцах | Королевство Арцах | Королевство Арцах |
| 1063 г.                                                                                                   | Государство Сельджукидов | Государство Сельджукидов | Королевство Арцах |
| 1092 г.                                                                                                   | Государство Ильдегизидов | Государство Ильдегизидов | Королевство Арцах |
| 1124 г.                                                                                                   | Грузинское царство (Багратионы) | Государство Ильдегизидов | Королевство Арцах |
| 1201 г.                                                                                                   | Грузинское царство (Багратионы) | Армянское княжество (Закаряны) | Королевство Арцах |
| 1214 г.                                                                                                   | Грузинское царство (Багратионы) | Армянское княжество (Закаряны) | Хаченское княжество (Гасан-Джалаляны) |
| 1236 г.                                                                                                   | Монгольская империя | Армянское княжество (Закаряны) | Хаченское княжество (Гасан-Джалаляны) |
| 1256 г.                                                                                                   | Государство Хулагуидов | Армянское княжество (Закаряны) | Хаченское княжество (Гасан-Джалаляны) |
| 1261 г.                                                                                                   | Государство Хулагуидов | Армянское княжество (Закаряны) | Хаченское княжество (Гасан-Джалаляны) |
| 1360 г.                                                                                                   | Государство Хулагуидов | Карабах | Хаченское княжество (Гасан-Джалаляны) |
| 1337 г.                                                                                                   | Чобаниды | Карабах | Хаченское княжество (Гасан-Джалаляны) |
| 1357 г.                                                                                                   | Джалаириды | Карабах | Хаченское княжество (Гасан-Джалаляны) |
| 1375 г.                                                                                                   | Кара-Коюнлу | Карабах | Хаченское княжество (Гасан-Джалаляны) |
| 1387 г.                                                                                                   | Империя Тимуридов | Карабах | Хаченское княжество (Гасан-Джалаляны) |
| 1409 г.                                                                                                   | Кара-Коюнлу | Карабах | Хаченское княжество (Гасан-Джалаляны) |
| 1468 г.                                                                                                   | Ак-Коюнлу | Карабах | Хаченское княжество (Гасан-Джалаляны) |
| 1501 г.                                                                                                   | Сефевидское государство (Сефевиды) | Карабахское беглербегство | Армянские меликства Карабаха (Хамс) |
| 1583 г.                                                                                                   | Османская империя | Карабахское беглербегство | Армянские меликства Карабаха (Хамс) |
| 1603 г.                                                                                                   | Сефевидское государство (Сефевиды) | Карабахское беглербегство | Армянские меликства Карабаха (Хамс) |
| 1725 г.                                                                                                   | | Карабахское беглербегство | Армянские меликства Карабаха (Хамс) |
| 1736 г.                                                                                                   | Иран (Афшариды) | Карабахское беглербегство | Армянские меликства Карабаха (Хамс) |
| 1747 г.                                                                                                   | | Карабахское ханство | Армянские меликства Карабаха (Хамс) |
| 1751 г.                                                                                                   | Иран (Зенды) | Карабахское ханство | Армянские меликства Карабаха (Хамс) |
| 1797 г.                                                                                                   | Иран (Каджары) | Карабахское ханство | Армянские меликства Карабаха (Хамс) |
| 1805-05                                                                                                   | Российская империя (Романовы) | Карабахское ханство | Армянские меликства Карабаха (Хамс) |
| 1822 г.                                                                                                   | Российская империя (Романовы) | | |
| 1846 г.                                                                                                   | Российская империя (Романовы) | Шемахинская губерния | Шемахинская губерния |
| 1868 г.                                                                                                   | Российская империя (Романовы) | Елизаветпольская губерния | Елизаветпольская губерния |
| 1917-11-11                                                                                                | Закавказский комиссариат | Елизаветпольская губерния | Елизаветпольская губерния |
| 1918-04-22                                                                                                | Закавказская демократическая федеративная республика | Елизаветпольская губерния | Елизаветпольская губерния |
| 1918-05-28                                                                                                | Армения | Армения | Армянские повстанцы |
| 1918-06-04                                                                                                | | | Армянские повстанцы |
| 1918-07-27                                                                                                | Народное Правительство Карабаха | | |
| 1918-09                                                                                                   | Османская империя | Азербайджан | - Азербайджан (Шуша) - Армянские повстанцы (другие области) |
| 1918-10-30                                                                                                | Британская империя | Азербайджан | Нагорный Карабах был передан под юрисдикцию Азербайджана до тех пор, пока окончательное соглашение о делимитации не будет достигнуто на Парижской мирной конференции.              |
| 1919-08-22                                                                                                | Британская империя | Азербайджан | Нагорный Карабах был передан под юрисдикцию Азербайджана до тех пор, пока окончательное соглашение о делимитации не будет достигнуто на Парижской мирной конференции.              |
| 1919-08-23                                                                                                | | Азербайджан | Нагорный Карабах был передан под юрисдикцию Азербайджана до тех пор, пока окончательное соглашение о делимитации не будет достигнуто на Парижской мирной конференции.              |
| 1920-03-04                                                                                                | | | - Азербайджан (Шуша) - Армянские повстанцы (другие области) |
| 1920-04-04                                                                                                | Азербайджан | Азербайджан | Азербайджан |
| 1920-04-09                                                                                                | | | - Азербайджан (Шуша, Ханкенди, Аскеран) - Армянские повстанцы (другие области) |
| 1920-04-13                                                                                                | - Азербайджан (Шуша, Ханкенди, Аскеран) - Армения (Дизак, Варанда) - Армянские повстанцы (другие области)                                                                          | | |
| 1920-04-22                                                                                                | - Азербайджан (Шуша, Ханкенди, Аскеран) - Армения (Дизак, Варанда) - Армянские повстанцы (другие области)                                                                          | | |
| 1920-04-28                                                                                                | - Азербайджан (Шуша, Ханкенди, Аскеран) - Армения (Дизак, Варанда) - Армянские повстанцы (другие области)                                                                          | Армения | Армения |
| 1920-05-12                                                                                                | Красная Армия | Азербайджанская ССР | - Азербайджан (Шуша, Ханкенди, Аскеран) - Армянские повстанцы (другие области) |
| 1920-05-26                                                                                                | Красная Армия | Азербайджанская ССР | Окончательный статус Нагорного Карабаха все еще обсуждался. |
| 1920-12-01                                                                                                | Красная Армия | Азербайджанская ССР | Окончательный статус Нагорного Карабаха все еще обсуждался. |
| 1921-07-04                                                                                                | Красная Армия | Азербайджанская ССР | Окончательный статус Нагорного Карабаха все еще обсуждался. |
| 1922-03-12                                                                                                | Красная Армия | Азербайджанская ССР, Закавказская Социалистическая Федеративная Советская Республика                                                                                               | Окончательный статус Нагорного Карабаха все еще обсуждался. |
| 1922-12-30                                                                                                | СССР | Азербайджанская ССР, Закавказская Социалистическая Федеративная Советская Республика                                                                                               | Окончательный статус Нагорного Карабаха все еще обсуждался. |
| 1923-07-07                                                                                                | СССР | Азербайджанская ССР, Закавказская Социалистическая Федеративная Советская Республика                                                                                               | Нагорно-Карабахская автономная область |
| 1936-12-05                                                                                                | СССР | Азербайджанская ССР | Нагорно-Карабахская автономная область |
| 1988-02-20                                                                                                | Первая карабахская война - НКР & Армения - Азербайджан | Первая карабахская война - НКР & Армения - Азербайджан | Первая карабахская война - НКР & Армения - Азербайджан |
| 1991-04-30                                                                                                | Первая карабахская война - НКР & Армения - Азербайджан | Первая карабахская война - НКР & Армения - Азербайджан | Первая карабахская война - НКР & Армения - Азербайджан |
| 1991-09-02                                                                                                | Первая карабахская война - НКР & Армения - Азербайджан | Первая карабахская война - НКР & Армения - Азербайджан | Первая карабахская война - НКР & Армения - Азербайджан |
| 1991-11-26                                                                                                | Первая карабахская война - НКР & Армения - Азербайджан | Первая карабахская война - НКР & Армения - Азербайджан | Первая карабахская война - НКР & Армения - Азербайджан |
| 1994-05-12                                                                                                | НКР | НКР | НКР |
| 2020-09-27                                                                                                | Вторая карабахская война - НКР & Армения - Азербайджан | Вторая карабахская война - НКР & Армения - Азербайджан | Вторая карабахская война - НКР & Армения - Азербайджан |
| 2020-11-10                                                                                                | Контроль над Нагорным Карабахом разделен между Азербайджаном и Нагорно-Карабахской Республикой с российскими миротворческими силами. Окончательный статус будет определен позднее. | Контроль над Нагорным Карабахом разделен между Азербайджаном и Нагорно-Карабахской Республикой с российскими миротворческими силами. Окончательный статус будет определен позднее. | Контроль над Нагорным Карабахом разделен между Азербайджаном и Нагорно-Карабахской Республикой с российскими миротворческими силами. Окончательный статус будет определен позднее. |
| 2023-09-28                                                                                                | Азербайджан 28 сентября 2023 года глава НКР Самвел Шахраманян подписал указ о прекращении существования республики с 1 января 2024 года                                            | Азербайджан 28 сентября 2023 года глава НКР Самвел Шахраманян подписал указ о прекращении существования республики с 1 января 2024 года                                            | Азербайджан 28 сентября 2023 года глава НКР Самвел Шахраманян подписал указ о прекращении существования республики с 1 января 2024 года                                            |